# Веслування на байдарках і каное на літніх Олімпійських іграх 1968
Змагання з веслування на байдарках і каное в програмі літніх Олімпійських ігор 1968 включають в себе лише спринтерські гонки. 

## Медальний залік
| Місце               | Країна              | Золото | Срібло | Бронза | Загалом |
| ------------------- | ------------------- | ------ | ------ | ------ | ------- |
| 1                   | Угорщина (HUN)      | 2      | 3      | 1      | 6       |
| 2                   | СРСР (URS)          | 2      | 1      | 3      | 6       |
| 3                   | ФРН (FRG)           | 1      | 2      | 0      | 3       |
| 4                   | Румунія (ROU)       | 1      | 1      | 1      | 3       |
| 5                   | Норвегія (NOR)      | 1      | 0      | 0      | 1       |
| 6                   | Австрія (AUT)       | 0      | 0      | 1      | 1       |
| 6                   | Данія (DEN)         | 0      | 0      | 1      | 1       |
| Загалом (7 збірних) | Загалом (7 збірних) | 7      | 7      | 7      | 21      |

## Результати

### Чоловіки
| Дисципліна                | Золото                                                             | Срібло                                                                    | Бронза                                                              |
| ------------------------- | ------------------------------------------------------------------ | ------------------------------------------------------------------------- | ------------------------------------------------------------------- |
| Каное-одиночки, 1000 м    | Тібор Татай (HUN)                                                  | Детлеф Леве (FRG)                                                         | Віталій Галков (URS)                                                |
| Каное-двійки, 1000 м      | Румунія (ROU) Іван Пацайкін Сергій Ковальов                        | Угорщина (HUN) Тамаш Віхман Дьюла Петрікович                              | СРСР (URS) Наум Прокупець Михайло Замотін                           |
| Байдарки-одиночки, 1000 м | Міхай Геш (HUN)                                                    | Олександр Шапаренко (URS)                                                 | Ерік Гансен (DEN)                                                   |
| Байдарки-двійки, 1000 м   | СРСР (URS) Олександр Шапаренко Володимир Морозов                   | Угорщина (HUN) Чаба Гіці Іштван Тімар                                     | Австрія (AUT) Герхард Зайбольд Гюнтер Пфафф                         |
| Байдарки-четвірки, 1000 м | Норвегія (NOR) Стейнар Амундсен Торе Бергер Егіль Себі Ян Йогансен | Румунія (ROU) Антон Каленік Хараламбі Іванов Дімітріє Іванов Міхай Цуркаш | Угорщина (HUN) Чаба Гіці Імре Сьоллеші Іштван Тімар Іштван Чізмадіа |

### Жінки
| Дисципліна               | Золото                                     | Срібло                                     | Бронза                                       |
| ------------------------ | ------------------------------------------ | ------------------------------------------ | -------------------------------------------- |
| Байдарки-одиночки, 500 м | Людмила Пінаєва (URS)                      | Ренате Бреєр (FRG)                         | Віоріка Думітру (ROU)                        |
| Байдарки-двійки, 500 м   | ФРН (FRG) Аннемарі Ціммерман Росвіта Ессер | Угорщина (HUN) Анна Пфеффе Каталін Рожньої | СРСР (URS) Людмила Пінаєва Антоніна Середіна |